# Canyon City (Oregon)
Canyon City az Amerikai Egyesült Államok északnyugati részén, Oregon állam Grant megyéjében, John Daytől, a John Day-pataktól és a 26-os úttól 3 km-re délre, valamint Bendtől 240 km-re keletre, Portlandtől pedig 428 km-re délkeletre helyezkedik el, egyben a megye székhelye is. A 2010. évi népszámláláskor 703 lakosa volt. A város területe 3,65 km², melynek 100%-a szárazföld.

## Történet

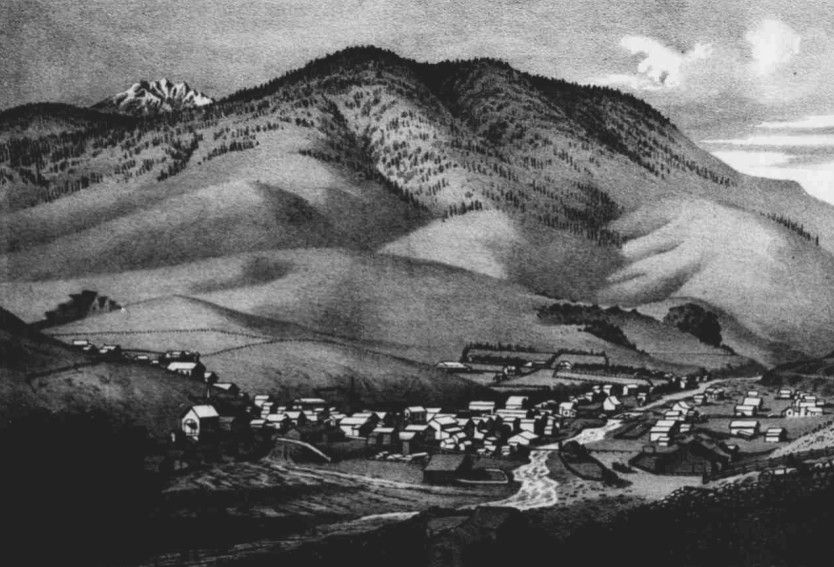
Canyon City 1885 körül

A települést 1862-ben alapították, miután a John Day-folyóba torkolló Canyon-patakban aranyat találtak. Az aranyláz korai szakaszában tízezer bányász érkezett a Whiskey-hágón és más útvonalakon át; ennek eredményeképp a telekárak jelentősen megnőttek: egy négyzetméter 600 dollárba került. A népesség 1870 óta 250 és 700 között változik.
A kitermelt arany mennyiségére több becslés is született. Waldemar Lindgren geológus szerint 3 és 5 millió dollár közötti értéket ástak ki az első három évben (1862 és 1864 között). Rossiter Raymond, az Egyesült Államok bányastatisztikákért felelős biztosa az 1865–1870 között kiemelt érc értékét átlagosan 1,1 millió dollárra teszi, amely később jelentősen csökkent. Mindkét becslés 20,67 dolláros unciaárral számolt. Ezek alapján az állami statisztikák az első három évben kitermelt mennyiséget 150 000 és 250 000 uncia közé teszik, az 1865–1870 közötti időszakra pedig évenkénti 55 000 unciás átlaggal számolnak. Korábbi becslések a pénzértéket először 16 millió dollárra, majd miután az arany unciánkénti ára 1933-ban 35 dollárra emelkedett, 26 millió dollárra teszik; ezek alapján a 40 év alatt, 1902-ig kiemelt mennyiség összesen 800 ezer uncia volt. 2013-ban egy uncia arany 1400 dollár volt, így a 800 ezer uncia ezen az árfolyamon 1,12 milliárd dollárt érne. Az aranykitermelés egészen 1942-ig folytatódott, ám ekkor a háborús munkaügyi bizottság L-208 számú rendelete megtiltotta a bányászatot.
Sok bányász és telepes a későbbi The Dalles Military Road vonalán futó ösvényt használta az idefelé útra.
Canyon City 1888-ban lett a megye székhelye, miután Grant megye különvált Wasco megyétől. Városi rangot 1891-ben kapott; az első polgármester C. W. Parrish lett.
Canyon City a dél-dakotai Deadwood után az „Oregon Deadwoodja” becenevet kapta. A városban található egy katonai temető.

## Földrajz és éghajlat

### Földrajz
A Népszámlálási Hivatal adatai alapján a város területe 3,65 km², melynek 100%-a szárazföld.
A tengerszint feletti magasság 973,5 méter. A település és Burns között déli irányban húzódik a 395-ös országút, amely átszeli a Malheur Nemzeti Erdőt.

### Éghajlat
| Hónap                         | Jan.  | Feb.  | Már.  | Ápr.  | Máj.  | Jún. | Júl. | Aug. | Szep. | Okt.  | Nov.  | Dec.  | Év    |
| ----------------------------- | ----- | ----- | ----- | ----- | ----- | ---- | ---- | ---- | ----- | ----- | ----- | ----- | ----- |
| Rekord max. hőmérséklet (°C)  | 18,9  | 22,8  | 26,7  | 32,8  | 36,7  | 39,4 | 43,3 | 44,4 | 40,6  | 35,0  | 26,1  | 18,9  | 44,4  |
| Átlagos max. hőmérséklet (°C) | 6,1   | 8,9   | 12,2  | 15,6  | 20,6  | 25,6 | 31,1 | 31,1 | 26,1  | 18,9  | 10,0  | 5,6   | 17,7  |
| Átlaghőmérséklet (°C)         | 0,6   | 2,5   | 5,3   | 8,1   | 12,5  | 16,4 | 20,6 | 20,0 | 15,6  | 9,8   | 4,4   | 0,0   | 9,7   |
| Átlagos min. hőmérséklet (°C) | −5,0  | −3,9  | −1,7  | 0,6   | 4,4   | 7,2  | 10,0 | 8,9  | 5,0   | 0,6   | −2,2  | −5,6  | 1,6   |
| Rekord min. hőmérséklet (°C)  | −31,1 | −28,9 | −15,6 | −10,6 | −10,6 | −3,9 | 1,7  | −1,1 | −6,1  | −15,6 | −22,8 | −30,6 | −31,1 |
| Átl. csapadékmennyiség (mm)   | 25    | 20    | 32    | 35    | 48    | 36   | 15   | 16   | 16    | 25    | 34    | 32    | 334   |
| Forrás: The Weather Channel   |       |       |       |       |       |      |      |      |       |       |       |       |       |

## Népesség

### 2010
A 2010-es népszámláláskor a városnak 703 lakója, 322 háztartása és 198 családja volt. A népsűrűség 192,6 fő/km2. A lakóegységek száma 355, sűrűségük 97,3 db/km2. A lakosok 95,2%-a fehér,  2,7%-a indián,   0,3%-a egyéb, 1,6%-a pedig kettő vagy több etnikumú. A spanyol vagy latino származásúak aránya 2,6% (1,7% mexikói,   0,9% egyéb spanyol vagy latino származású.)
A háztartások 21,4%-ában élt 18 évnél fiatalabb. 51,6% házas, 7,8% egyedülálló nő, 2,2% egyedülálló férfi, 38,5% pedig nem család. 33,9% egyedül élt; 14,9%-uk 65 éves vagy idősebb. Egy háztartásban átlagosan 2,16 személy élt; a családok átlagmérete 2,73 fő.
A medián életkor 46,8 év volt. A város lakóinak 18,5%-a 18 évesnél fiatalabb, 6,2% 18 és 24 év közötti, 22,2%-uk 25 és 44 év közötti, 31,8%-uk 45 és 64 év közötti, 21,2%-uk pedig 65 éves vagy idősebb. A lakosok 45,2%-a férfi, 54,8%-a pedig nő.

### 2000
A 2000-es népszámláláskor  a városnak 669 lakója, 257 háztartása és 181 családja volt. A népsűrűség 183,3 fő/km2. A lakóegységek száma 294, sűrűségük 80,5 db/km2. A lakosok 90,58%-a fehér, 0,15%-a afroamerikai, 2,84%-a indián,   2,09%-a egyéb-, 4,33%-a pedig kettő vagy több etnikumú. A spanyol vagy latino származásúak aránya 4,63% (3% mexikói,   1,6% pedig egyéb spanyol/latino származású.)
A háztartások 37,7%-ában élt 18 évnél fiatalabb. 54,1% házas, 11,7% egyedülálló nő; 29,6% pedig nem család. 24,9% egyedül élt; 8,6%-uk 65 éves vagy idősebb. Egy háztartásban átlagosan 2,46 személy élt; a családok átlagmérete 2,94 fő.
A város lakóinak 28,7%-a 18 évesnél fiatalabb, 6,4% 18 és 24 év közötti, 31,2%-uk 25 és 44 év közötti, 20,5%-uk 45 és 64 év közötti, 13,2%-uk pedig 65 éves vagy idősebb. A medián életkor 35 év volt. Minden 100 nőre 99,7 férfi jut; a 18 évnél idősebb nőknél ez az arány 107,4.
A háztartások medián bevétele 29 940 amerikai dollár, ez az érték családoknál $41 458. A férfiak medián keresete $31 167, míg a nőké $23 438. A város egy főre jutó bevétele (PCI) $14 404. A családok 7,8%-a, a teljes népesség 5,7%-a élt létminimum alatt; a 18 év alattiaknál ez a szám 9,2%, a 65 évnél idősebbeknél pedig %.

## Gazdaság
A 2002-es adatok alapján a legnagyobb foglalkoztatók a megyei önkormányzat (a törvényszéken, a börtönben, valamint a közútkezelő és egészségügyi osztályokon vannak dolgozói), a Grant Iskolakerület (a fenntartó épületében és a Humboldt Elementary Schoolban vannak dolgozói), a Grayback Forestry erdészet, a Jackson Oil benzinkút, kisbolt és iroda, valamint az Oregoni Közlekedési Hatóság szervize.

## Nevezetes személy
- Joaquin Miller – költő és esszéista[14]

## Fordítás
Ez a szócikk részben vagy egészben  a   Canyon City, Oregon című angol Wikipédia-szócikk ezen változatának fordításán alapul.  Az eredeti cikk szerkesztőit annak laptörténete sorolja fel. Ez a jelzés csupán a megfogalmazás eredetét és a szerzői jogokat jelzi, nem szolgál a cikkben szereplő információk forrásmegjelöléseként.